# Christoph von Althann
Christoph von Althann (* 1529 in Heitzing im Haspelwald; † 10. Dezember 1589 in Wien) war ein österreichischer Adeliger. Er wurde am 24. März 1574 zum Freiherr auf der Goldburg ernannt.
Seine Eltern waren Wolfgang von Althann († 1535) und dessen Ehefrau Anna von Pötting, Erbin von Murstetten.
Christoph von Althann war unter Maximilian II. Hofkammerrat und wurde unter Rudolf II. zum Präsidenten der Hofkammer bestellt.
Er heiratete 1558 Sophia Marschall von Reichenau auf Sonnberg († 1570). Aus der Ehe stammt:
- Elisabeth (* vor 1570; † nach 1592) ⚭ 1581 Dietrich von Welz zu Spiegelfeld († 1616)

Nach dem Tod seiner ersten Frau heiratete er am 27. Dezember 1571 in Graz die Freiin Elisabeth Teufel von Guntersdorf (* 1548; † 8. Juni 1577). Das Paar hatte mehrere Kinder:
- Michael Adolf I (* 1574; † 7. Mai 1636) seit dem 18. Juni 1608 Reichsgraf von Althann 1, General, Diplomat

⚭ 1606 Freiin Elisabeth von Stotzingen († 14. August 1624)
⚭ 1627 Maria Eva Elisabeth von Sternberg (* 1605; † 11. März 1668)
- Wolfgang Dietrich (* 1575; † 1623)

⚭ 1601 Maria Anna Katharina Krajirova z Krajku (von Kraig) verwitwete Berka von Dubá
⚭ Anna Dorothea von Stubenberg (* 1601; † 1636)
- Quintin Leo(* 1577; † 1634), ab 18. Juni 1610 Reichsgraf

⚭ vor 1599 Gräfin Katharina von Thurn und Valsassina († 1605), Schwester von Heinrich Matthias von Thurn
⚭ 1606 Esther Susanna von Stubenberg († 1610)
⚭ nach 1610 Anna Katharina Streun von Schwarzenau († 1656)
- Sophia (* 1576; † 1617) ⚭ 1592 Gottfried von Puchheim († 1638)
- Justina (* 1578; † 1636) ⚭ 1595 Georg Ehrenreich von Puchheim († 1612)
- Anna (* 1579; † 1637/38) ⚭ 1597 Freiherr Georg Achaz Ennenkl zu Albrechtsberg (* 17. Oktober 1573)